# IPad (thế hệ 9)
iPad 10,2 inch (thế hệ thứ 9), hay còn được gọi là iPad Gen 9, là một máy tính bảng được thiết kế và bán ra bởi công ty Apple Inc.. Đây là phiên bản kế nhiệm của iPad thế hệ thứ tám. Mẫu iPad này được ra mắt vào ngày 14 tháng 9 năm 2021.

## Tính năng
iPad thế hệ 9 có thiết kế giống hệt hoàn toàn với thế hệ 7 và 8, chỉ khác ở chỗ là lựa chọn màu sắc giờ chỉ còn là màu xám không gian và bạc, lựa chọn màu vàng đã bị loại bỏ. Mẫu iPad này tương thích với Apple Pencil thế hệ đầu tiên, Smart Keyboard và Smart Connector làm phụ kiện bàn phím. Nó sử dụng con chip A13 Bionic từng được dùng trên dòng máy iPhone 11 vào năm 2019, cho thêm 20% hiệu suất trên CPU, GPU và bộ xử lý trí tuệ nhân tạo Neural Engine so với tiền nhiệm. Con chip mới giúp mọi thứ trên iPad thế hệ 9 trở nên nhanh nhạy, từ nhắn tin đến duyệt web hay sử dụng nhiều ứng dụng cùng lúc và GPU tốc độ cao mang đến hiệu năng đồ hoạ hoàn hảo để chơi game đồ họa sống động. Neural Engine mạnh mẽ hơn đem lại các tính năng dựa trên máy học như Văn Bản Trực Tiếp trên iPadOS. iPad thế hệ 9 sử dụng màn hình Retina 10,2 inch tương đương với những mẫu trước, có độ phân giải 1620 x 2160 đạt mật độ điểm ảnh 264 PPI, và được trang bị công nghệ True Tone giúp điều chỉnh màn hình theo nhiệt độ màu của phòng để người dùng xem một cách thoải mái trong mọi điều kiện ánh sáng. Camera trước có độ phân giải 12 MP rộng 122 độ được thế chỗ cho camera độ phân giải 1,2 MP so với thế hệ cũ, đi kèm với công nghệ Trung tâm màn hình nhận diện người dùng và tự động điều chỉnh để giữ người dùng luôn ở giữa khung hình trong lúc quay video và gọi điện thoại. Camera sau 8 MP tuy vẫn được giữ nguyên kể từ đời iPad Air 2, nhưng đi kèm tính năng scan tài liệu và trải nghiệm các ứng dụng AR sống động. Bộ nhớ trong cơ bản được tăng gấp đôi lên 64 GB. iPadOS 15 được cài đặt sẵn lúc xuất xưởng lần đầu.

## Tiếp nhận
Tờ báo The New York Times gọi iPad thế hệ 9 là máy tính bảng tốt nhất cho mọi người vào năm 2022, khen ngợi giá thành rẻ, hiệu suất và tính năng tốt.

## Dòng thời gian
| Dòng thời gian của các mẫu iPad |
| ------------------------------- |
|                                 |

Nguồn: Apple Newsroom Archive.